# Pechtera (obchtina)
Pechtera (bulgare : Пещера) est une obchtina de l'oblast de Pazardjik en Bulgarie.